# Zur golden Sonne

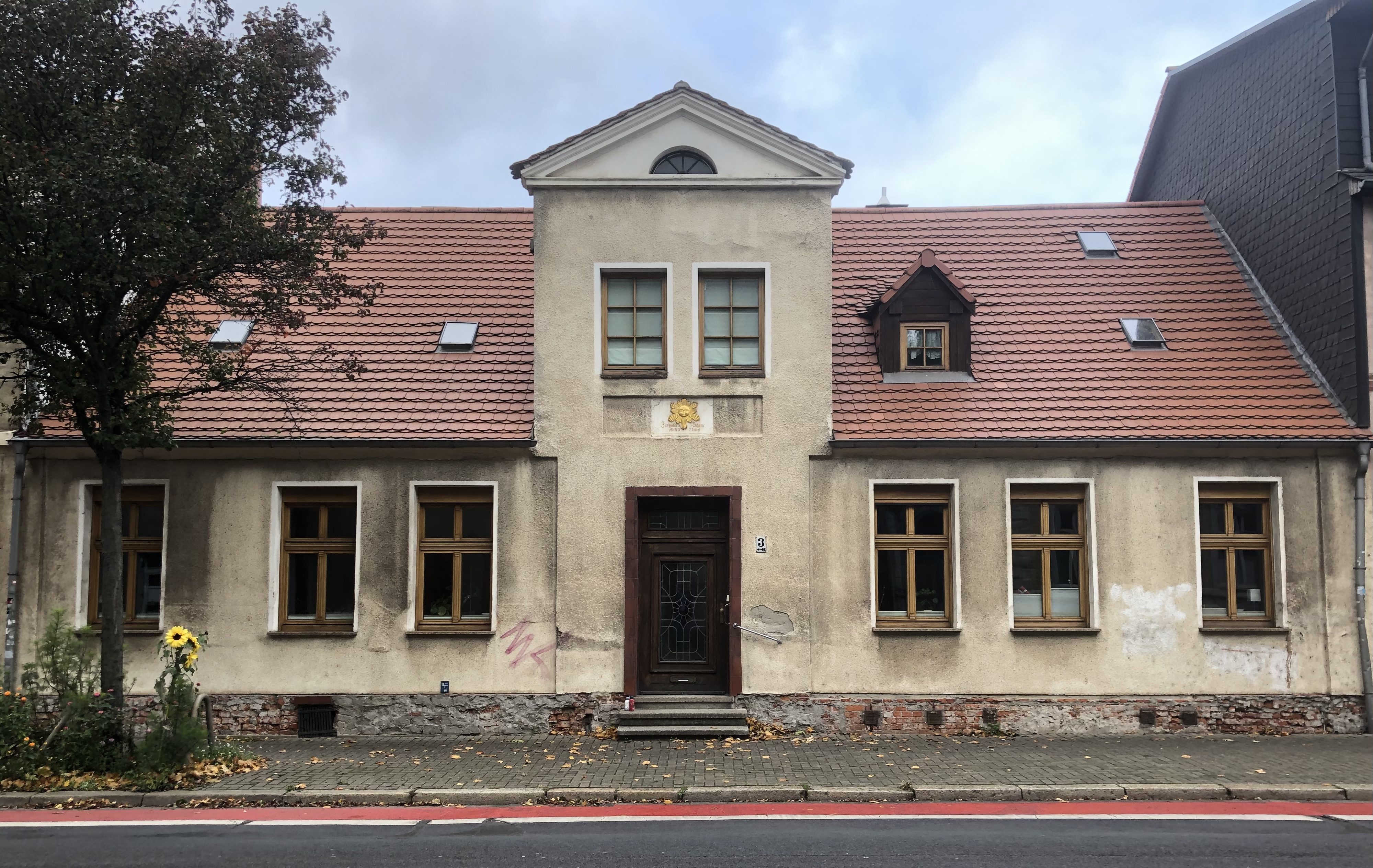
Haus Zur golden Sonne im Jahr 2021

Das Gebäude Zur golden Sonne ist ein denkmalgeschütztes Wohnhaus in Magdeburg in Sachsen-Anhalt.

## Lage
Das Gebäude befindet sich auf der Nordseite der Mittagstraße im Magdeburger Stadtteil Neue Neustadt an der Adresse Mittagstraße 3. Unmittelbar östlich grenzt das gleichfalls denkmalgeschützte Haus Mittagstraße 2, westlich die Mittagstraße 4 an.

## Architektur und Geschichte
Das eingeschossige Wohnhaus wurde im Zuge der frühen Phase des Baus der Neuen Neustadt nach 1812/13 im Jahr 1817 errichtet. Die Fassade des klassizistischen Gebäudes ist siebenachsig ausgeführt, wobei sich in der mittleren Achse der Hauseingang befindet. Er wird von einem zweiachsigen Dacherker bekrönt, den seinerseits ein Dreiecksgiebel abschließt. Bedeckt wird der verputzte Bau von einem hohen Satteldach. Oberhalb der Haustür befindet sich ein Hauszeichen. Es stellt eine goldene Sonne dar, unter der sich die Inschrift Zur golden Sonne befindet, darunter die Jahresangabe ANNO 1744. Das Hauszeichen war zuvor an einem anderen Gebäude.
Links des Hauses befindet sich eine Hofeinfahrt.
Im örtlichen Denkmalverzeichnis ist das Wohnhaus unter der Erfassungsnummer 094 82807 als Baudenkmal verzeichnet.
Das für das Straßenbild bedeutende Gebäude gilt als wichtiges stadtteilgeschichtliches Zeugnis.